# Pseudohyperaldosteronismus
Der Pseudohyperaldosteronismus ist eine klinisch dem Hyperaldosteronismus ähnelnde Erkrankung, aber ohne erhöhten Plasmaspiegel an Aldosteron.
Als Ursachen kommen infrage:
- Apparenter Mineralocorticoid Exzess
- Deoxycorticosteron-ausscheidende Tumoren
- Einnahme größerer Mengen von echtem Süßholz
- Glukokortikoid-Resistenz
- Kongenitale Nebennierenhyperplasie (CAH durch 11-beta-Hydroxylase-Mangel und CAH durch 17-alpha-Hydroxylase-Mangel)
- Liddle-Syndrom
- Medikation mit Carbenoxolon
- Pseudohyperaldosteronismus Typ 2 (Gain of function mutation of mineralocorticoid receptor)[3]

## Differentialdiagnose
Abzugrenzen sind andere Formen des Hyperaldosteronismus.